# Hierogamie
Hierogamia reprezintă împreunarea unui zeu cu o zeiță sau a două principii de sex opus, care figurează într-un mare număr de religii.